# Loto-Popo FC
El Loto-Popo FC es un equipo de fútbol de Benín que juega en la Premier League de Benín, la primera división de fútbol del país.

## Historia
Fue fundado en el año 1996 en la comuna de Sakété, capital del departamento de Plateau con el nombre Adjobi FC
como el equipo representante de la Escuela Superior de Administración y Economía.
En 2016 cambia su nombre por École Supérieure d'Administration et d'Économie Football Club luego de que la Premier League de Benín fuera abandonada, y en la temporada 2018/19 gana la Copa de Benín por primera vez venciendo en la final 2-1 al ASPAC.
Luego de ganar la Copa de Benín juega en la Copa Confederación de la CAF 2019-20, su primera aparición en una competición internacional, en la que es eliminado en la fase de grupos.
En 2021 cambió su nombre, de École Supérieure d'Administration et d'Économie Football Club a Loto-Popo Football Club.

## Palmarés
- Premier League de Benin: 1

2021
- Copa de Benín: 1

2018/19

## Participación en competiciones de la CAF
| Temporada | Torneo                       | Ronda          | Club            | Casa | Visita | Global      |
| --------- | ---------------------------- | -------------- | --------------- | ---- | ------ | ----------- |
| 2019/20   | Copa Confederación de la CAF | Preliminar     | ASC Snim        | 2-0  | 5-0    | 7-0         |
| 2019/20   | Copa Confederación de la CAF | 1              | Salitas         | 0-0  | 0-0    | 0-0 (3-2 p) |
| 2019/20   | Copa Confederación de la CAF | Playoff        | Génération Foot | 0-1  | 1-0    | 1-1 4-3 (p) |
| 2019/20   | Copa Confederación de la CAF | Fase de grupos | RS Berkane      | 1-5  | 0-3    | 4.º lugar   |
| 2019/20   | Copa Confederación de la CAF | Fase de grupos | Zanaco FC       | 0-0  | 0-3    | 4.º lugar   |
| 2019/20   | Copa Confederación de la CAF | Fase de grupos | DC Motema Pembe | 0-2  | 0-1    | 4.º lugar   |
| 2020/21   | Copa Confederación de la CAF | 1              | TAS Casablanca  | 1-1  | 0-4    | 1-5         |
| 2021/22   | Liga de Campeones de la CAF  | 1              | FC Nouadhibou   | 1-1  | 0-2    | 1-2         |
| 2023/24   | Copa Confederación de la CAF | 1              | FUS Rabat       | 0-2  | 0-3    | 0-5         |